# Hit-Boy
Chauncey Alexander Hollis Jr. (nacido el 21 de mayo de 1987), más conocido como Hit-Boy, es un productor musical estadounidense de hip hop y r&b, nominado al Premio Grammy, además de rapero del sello GOOD Music y fundador de Hits Since '87. Nació el 21 de mayo de 1987 en Fontana, California, como hijo de Chauncey Hollis y Tanisha Benford. Es reconocido por producir «Drop the World» de Lil Wayne con Eminem, «I Wish You Would» de DJ Khaled con Kanye West y Rick Ross, «My God» de Pusha T, «Niggas in Paris» de Jay-Z y West, y «Clique» de West, Jay-Z y Big Sean.
En 2013, produce una remezcla del éxito electro dance «Scream & Shout» de will.i.am y Britney Spears (2012), en la que además colabora vocalmente junto con los raperos Diddy, Waka Flocka Flame y Lil Wayne, con quienes grabó escenas para un video musical propio de la versión. Paralelamente, trabaja en el octavo álbum de estudio de Spears.